# Vector Motors
Vector Motors Corporation es un fabricante de automóviles estadounidense originario de Wilmington, California. Su historia se remonta a Vehicle Design Force, que fue fundada en 1978 por Gerald Wiegert. La producción de vehículos de Vector Aeromotive comenzó en 1989 y cesó en 1993. La compañía luego fue revivida como Vector Motors Corporation y continuó desarrollando superdeportivos. Cuando se fundó, Vector representó el primer intento de Estados Unidos para competir con fabricantes de autos de alto rendimiento europeos como Ferrari, Lamborghini y Lotus. En total, se desarrollaron y fabricaron alrededor de 50 modelos de superdeportivos Vector durante los años 80 y 90, incluidas algunas versiones de carreras construidas principalmente con componentes de fabricación estadounidense.
Casi todos los autos producidos por la compañía se designan con la letra "W" (para Wiegert) y un número. Una letra "X" después de W (por ejemplo, WX-8) significa una unidad prototipo.
A partir de agosto de 2018, la compañía aún está desarrollando activamente un vehículo completamente nuevo, el WX-8, un vehículo posicionado en la categoría "hiperdeportivo" coloquialmente llamado, que anunció y presentó por primera vez un modelo prototipo en 2007.

## Origen
En 1971, Gerald Wiegert, quien acababa de graduarse de la universidad, fundó una casa de diseño llamada Vehicle Design Force y se unió a Lee Brown, un conocido experto en carrocería de automóviles en Hollywood, para crear un nuevo automóvil llamado The Vector. El Vector fue planeado para presentar varias opciones de motor, incluyendo un motor Porsche DOHC, y la literatura de preproducción dijo que costaría US$10,000 (en ese momento, un nuevo Rolls Royce Silver Shadow costaba US$11,500). El Vector apareció en la portada de la revista Motor Trend en abril de 1972 y se exhibió un prototipo en el Salón del Automóvil de Los Ángeles en 1976, sin embargo, el automóvil no entró en producción. Lee Brown dejó el equipo de diseño en 1977. Wiegert pasó a llamarse Vehicle Design Force a "Vector Aeromotive" después de que la investigación del vehículo anterior se reenfocara en un nuevo automóvil, el Vector W2.

### El Vector W2

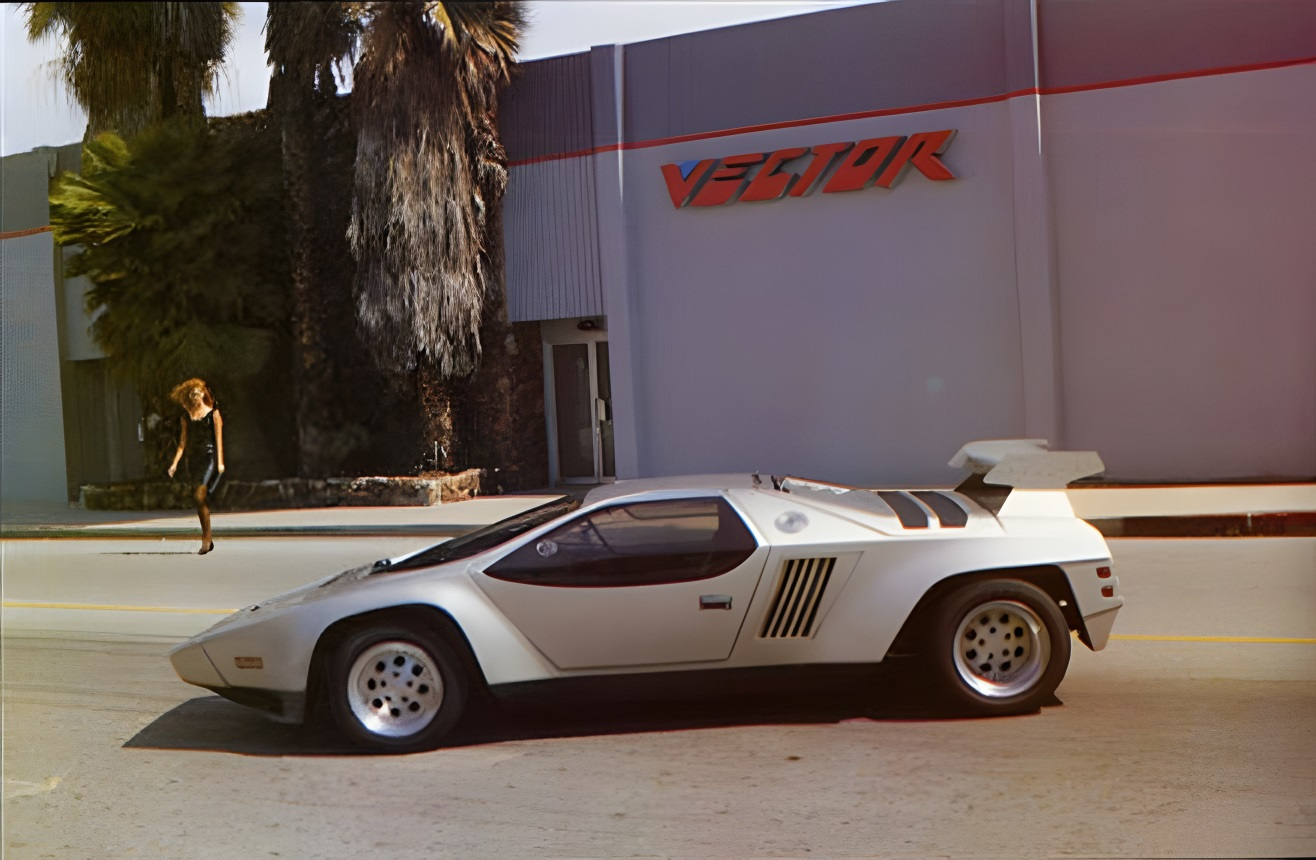
Vector W2

El concepto W2 apareció en 1978. Al igual que el primer coche, estaba inmóvil en el momento de su debut en el show, pero en 1979, se construyó un prototipo de carrera. El vehículo viajó más de 100,000 millas (160,000 km), la mayor parte de cualquier vehículo de concepto.
El W2 fue cubierto ampliamente por muchas revistas, y fue probado a fondo por la revista Motor Trend y el programa de televisión automotriz británico Top Gear. Sin embargo, se le ordenó a Top Gear que no realizara una prueba de velocidad máxima en él, a pesar de que Vector afirmó que el auto tenía una capacidad de 230mph.

### Vector W8

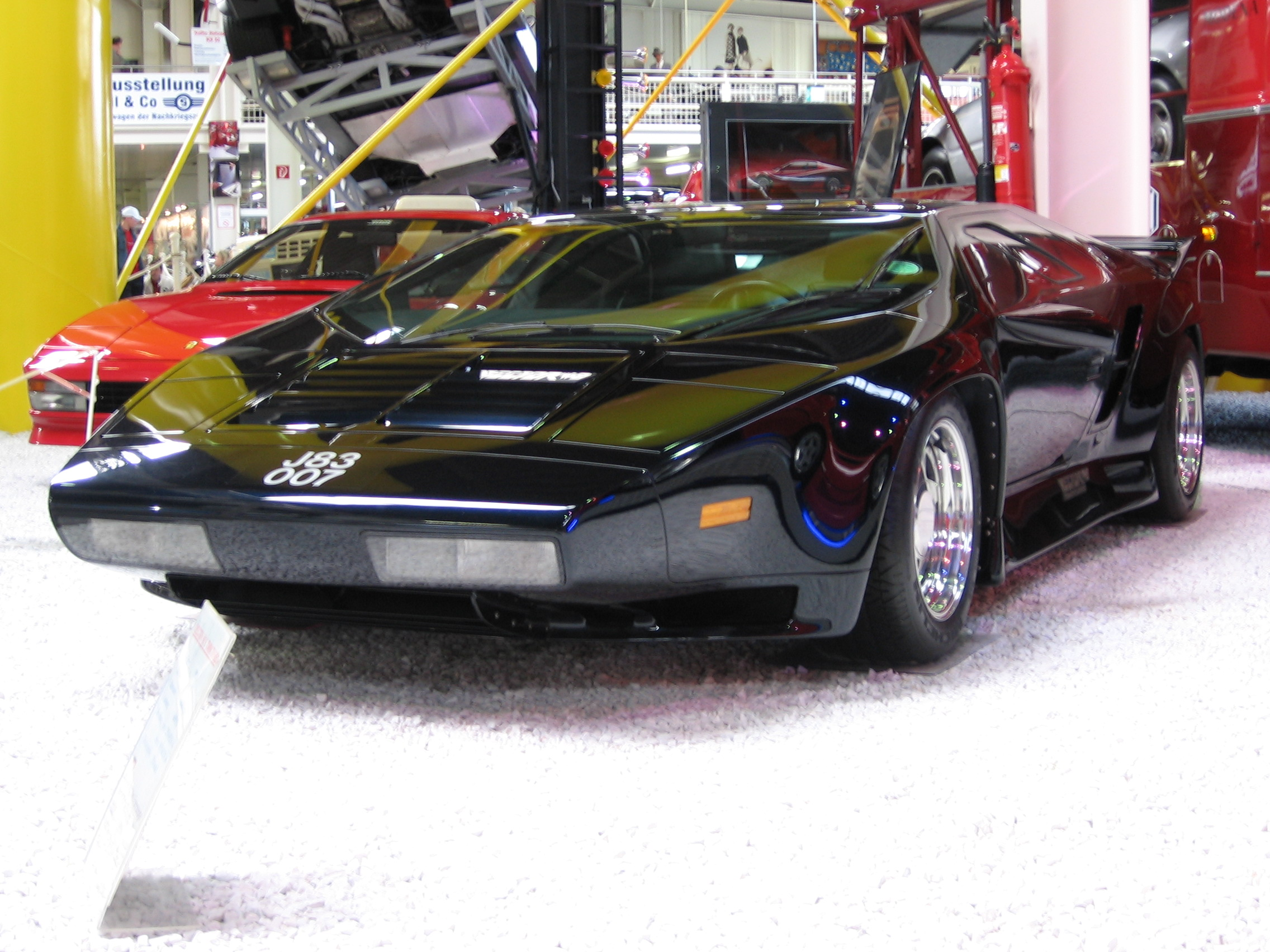
W8 twin-turbo 1992

En 1989, la compañía de Wiegert, ahora conocida como Vector Aeromotive Corporation, comenzó la producción del W8, una evolución del W2. El respaldo financiero provino de ofertas de acciones públicas y varios juicios, incluidas demandas contra Goodyear Tire Company (infracción de marca registrada con la marca Vector de neumáticos) y cigarrillos Vantage. Se hicieron dos prototipos W8, de los cuales solo uno funcionó. El Vector W8 utilizó un Oldsmobile TM425 Transaxle acoplado a un motor V8 Chevrolet de bloque pequeño Chevrolet modificado con CAN-AM doble.
Un famoso W8 negro fue pedido por el famoso tenista Andre Agassi. Dado que los vectores se construyeron a mano, cada uno requirió un tiempo significativo para terminar, calibrar y probar, pero Agassi exigió que la compañía entregara su W8 antes de que estuviera listo. Vector cumplió, y los representantes de la compañía le dijeron que podía exhibirlo, pero le advirtieron que no lo manejara hasta que se completara el trabajo final. Agassi ignoró este consejo, y cuando el vehículo se descompuso, Wiegert y Vector Aeromotive le reembolsaron el precio de compra de US$455,000; esto dio lugar a una publicidad negativa a pesar de las circunstancias. Posteriormente, se terminó el W8 de Agassi y se revendió el auto. Un total de 17 autos Vector W8 fueron construidos para la venta pública. El Vector W8 apareció en la película de 1993 Sol Naciente, dirigida por un hombre de negocios japonés.

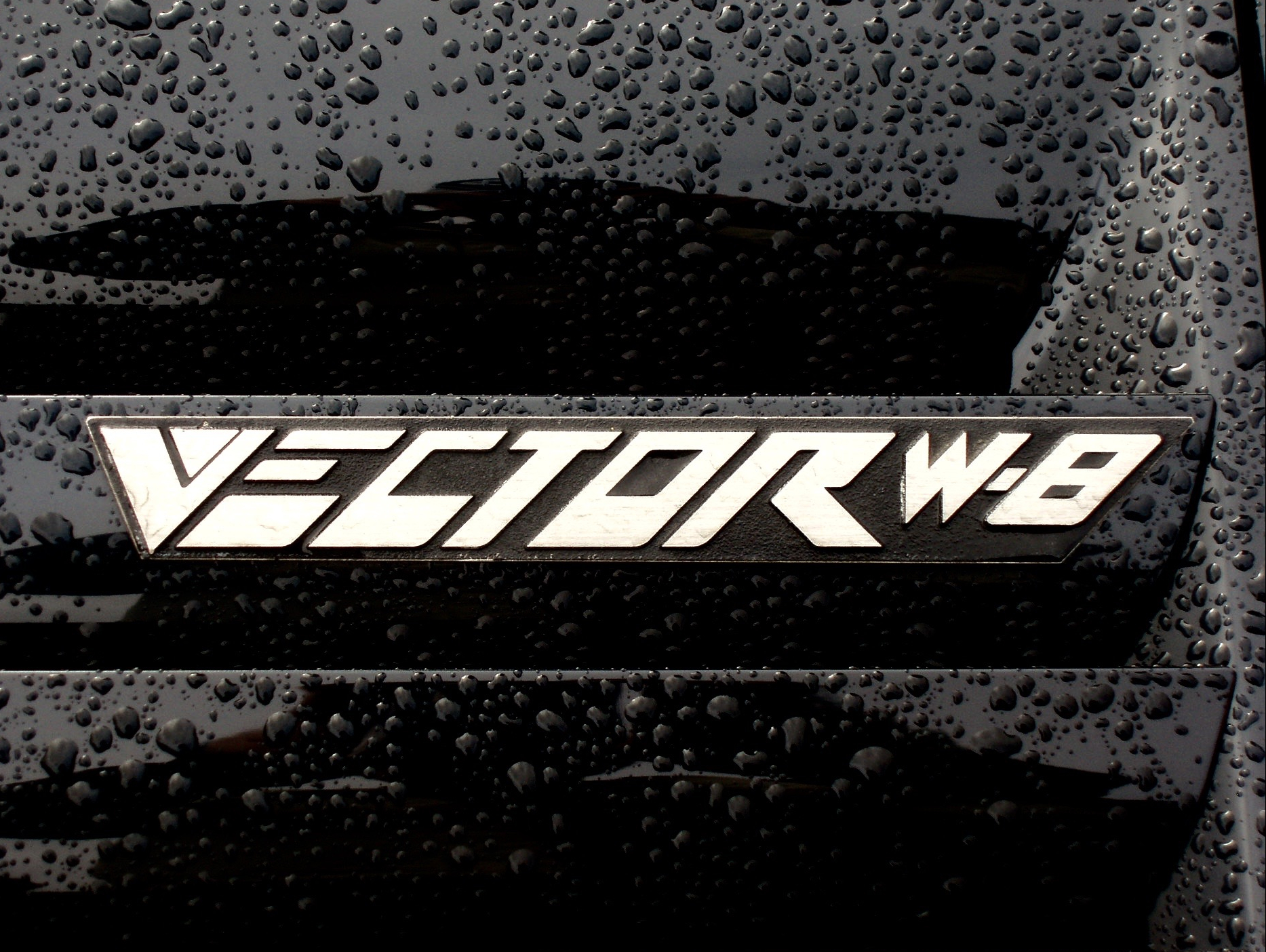
El logotipo del Vector W8, visto en el Goodwood Festival of Speed 2007.

### Avtech WX-3
Wiegert exhibió el automóvil Vector en el Salón del Automóvil de Ginebra en 1993. El cupé Avtech WX-3 y el convertible Avtech WX-3R evolucionaron aún más en el diseño del W8. Sólo se construyó un prototipo de cada modelo. Los planes requerían que el WX-3 tenga tres opciones diferentes de motor: un V-8 "básico" de 600 hp (450 kW), una opción "sintonizada" de 800 hp (600 kW) y un turbo doble de 1.200 hp (890 kW) opción, Mientras que el Coupe tenía el motor turbo doble (ajustado a unos 800 hp), el roadster tenía el mismo motor Chevrolet que el W8. Cuando el WX-3 debutó en 1993, MegaTech, una compañía indonesia, adquirió una participación mayoritaria en Vector. Después de que Wiegert regresó del show de Ginebra, la junta de Vector le pidió a Wiegert que renuncie al control de la compañía y asuma solo el rol de diseñador de la compañía. Se negó y ordenó que el cuartel general del Vector se cerrara físicamente. Más tarde fue despedido de Vector Aeromotive. El WX-3 Coupé se pintó originalmente de color plateado, pero Wiegert lo repintó en azul verde azulado para que coincida con el logo azul turquesa y púrpura de su compañía de motos de agua Aquajet. El cupé azul turquesa y el roadster púrpura se presentan como vehículos promocionales en el sitio web de Aquajet.

## Megatech

### El Vector M12

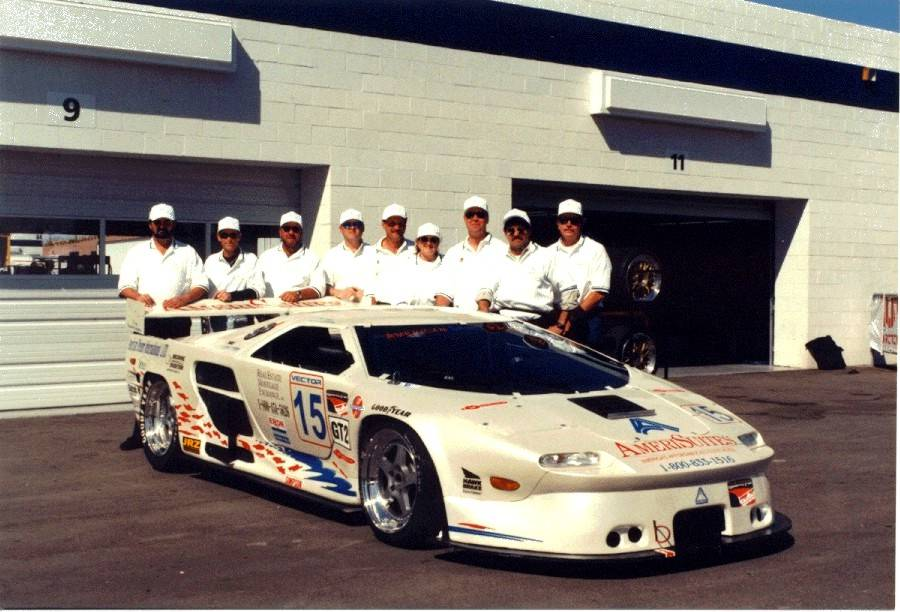
Vector M12 ASR racecar

Megatech trasladó a Vector desde el edificio de la sede de Wiegert en Wilmington, California, a Green Cove Springs, Florida, donde la compañía podría compartir espacio de oficina con el fabricante de automóviles propiedad de MegaTech Automobili Lamborghini.
El nuevo Vector Aeromotive Corporation creó un automóvil llamado Vector M12, que se basó en el WX-3 pero que estaba impulsado por una versión del motor Lamborghini Diablo V12. En consecuencia, algunos trabajos sobre la M12 fueron manejados por Lamborghini. Como tal, muchas de las características del "espíritu" esencialmente estadounidense de ediciones anteriores no se trasladaron a la M12.
La producción del M12 comenzó en 1995 en Florida, y el automóvil se introdujo en el Salón del Automóvil Internacional de Norteamérica de 1996 en Detroit, donde Vector mostró dos ejemplos. La producción se cerró a finales de 1996 cuando los autos de $189,000 no cumplieron con los objetivos de ventas proyectados. La producción se reanudó después de que MegaTech vendió Lamborghini (a Audi) y Vector (a la gerencia). A principios de 1999, solo se producían 14 M12. Lamborghini no cumplió con su entrega de motores contratada debido principalmente a la incapacidad de Vector para pagarlos. Se alegó que Tommy Suharto, hijo del hombre fuerte de Indonesia, General Suharto, y un director de MegaTech, malversado ilegalmente de la compañía para su propio beneficio personal.
Según una historia, Lamborghini tomó un W8 para el pago de los motores, pero como el W8 en cuestión era todavía propiedad de Wiegert en ese momento, llevó el caso a los tribunales. Lo recuperó, aunque Lamborghini, ahora propiedad de Volkswagen, se ha negado a devolverle el auto.

### Vector SRV8
Vector redujo el costo del M12 y creó el SRV8. Este nuevo modelo volvió a sus raíces americanas, con una versión modificada del motor GM LT1 que se encuentra en el Corvette y un transeje Porsche G50. Aunque, pocos días después de la primera aparición pública del automóvil, Vector cerró sus puertas. Sólo se produjo un prototipo.

## Regreso de Wiegert
Después de que los restos de Vector Aeromotive se vendieron a American Aeromotive, Wiegert recuperó los activos de Vector y cambió el nombre de la compañía de Avtech Motors a Vector Supercars, y finalmente a Vector Motors.

### Vector WX-8

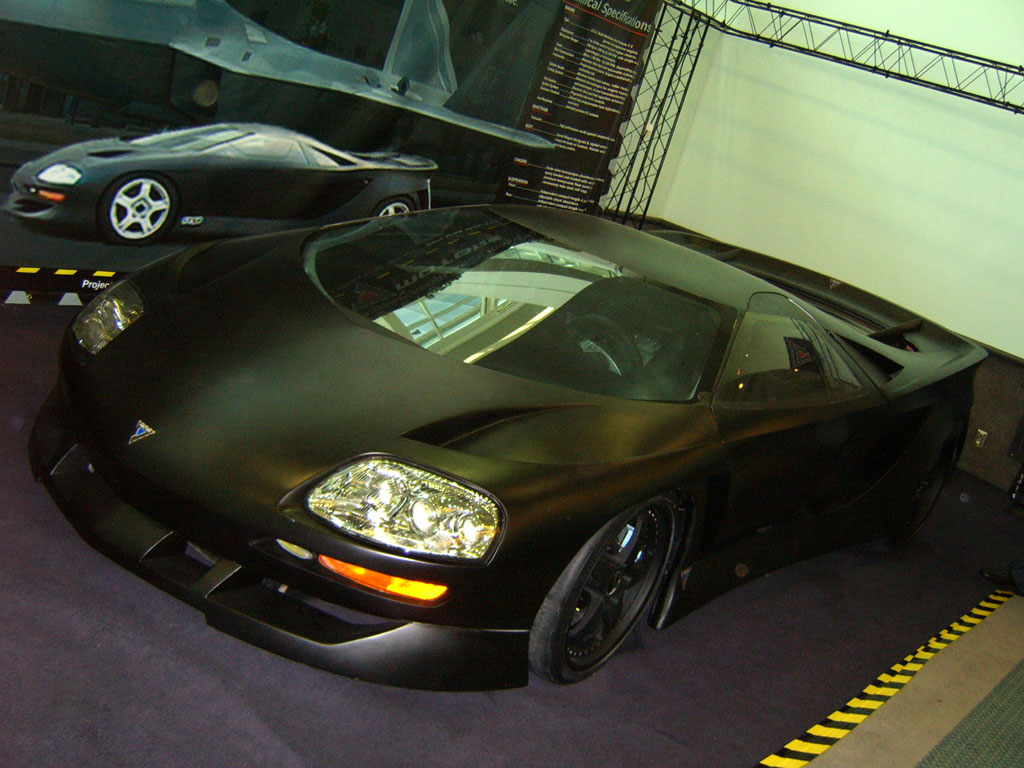
El prototipo Vector WX8 en exhibición en el Salón del Automóvil de Los Ángeles 2007

Desde el cierre de la compañía, comenzaron a circular rumores sobre el desarrollo de un nuevo automóvil para que Wiegert reviviera a Vector con un nuevo modelo llamado WX8. En el Concorso Italiano el 18 de agosto de 2006, Wiegert se presentó en el prototipo Avtech V-8 con su amigo Keith Rosenberg. Confirmó que había comenzado a trabajar en otro superdeportivo.
Wiegert tuvo el Avtech en exhibición en el Rodeo Drive Concours d'Elegance el 17 de junio de 2007. Su tarjeta de presentación de Vector Motors Corporation (Wilmington, CA) lo titulaba como "Presidente y CEO". También anunció planes para estrenar su nuevo prototipo en el Salón del Automóvil de Los Ángeles de 2008.
En el Salón del Automóvil de Los Ángeles, Wiegert presentó un prototipo del WX8. El automóvil es impulsado por un V8 de aluminio de 10 litros sobrealimentado con una potencia proyectada de 1,850 caballos de fuerza (1,380 kW), lo que lo hace más poderoso que el Bugatti Veyron y el SSC Ultimate Aero TT. Vector afirma que el WX8 tiene una velocidad máxima de 275 mph (443 km/h) y un tiempo de 0 a 60 de poco menos de tres segundos.